# لغت‌شناسی کلاسیک

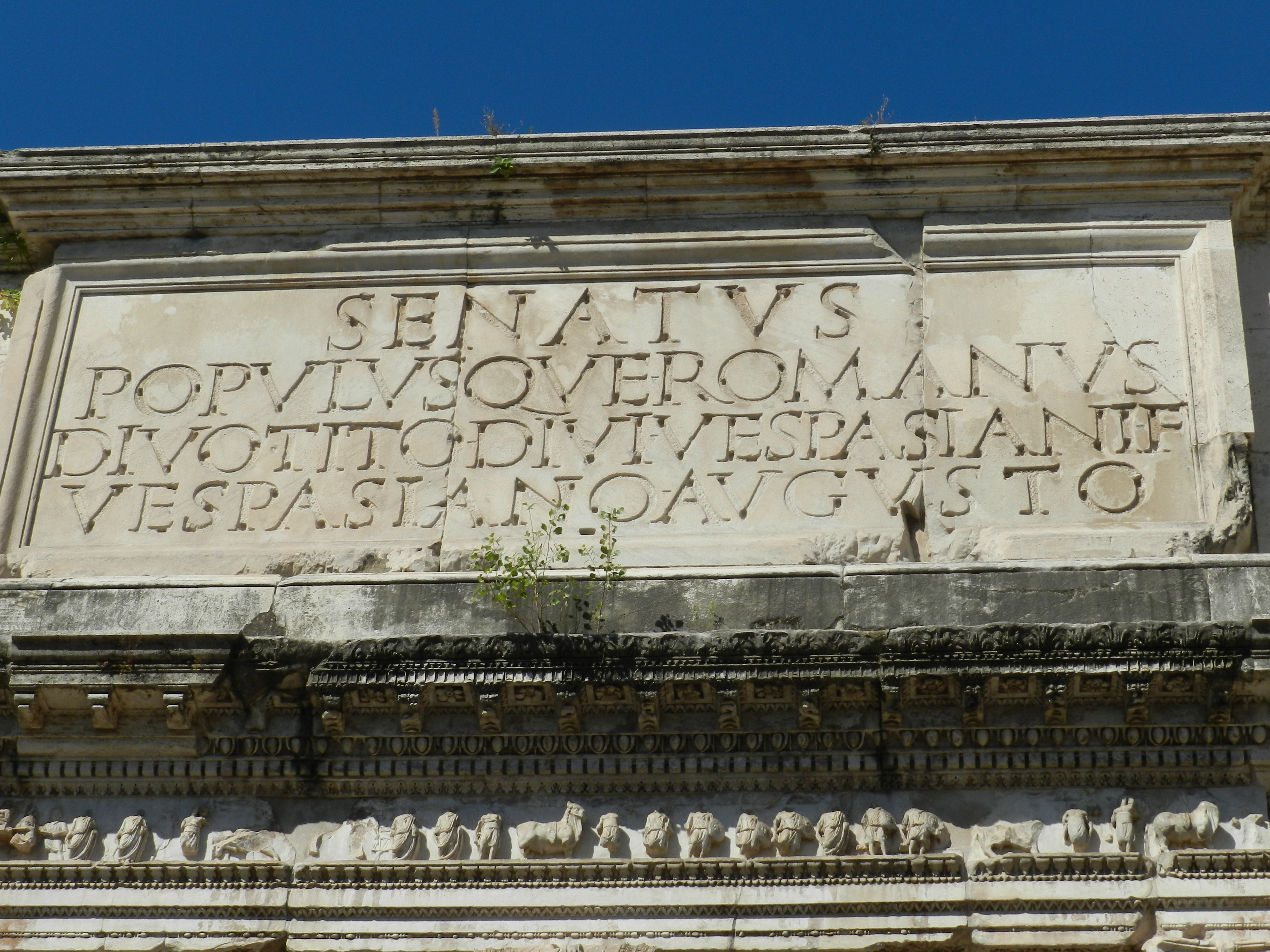
تصویری از نگارش لغات کلاسیک

لغت‌شناسی کلاسیک یا فیلولوژی کلاسیک (به انگلیسی: classical philology) به دانش بررسی «کلاسیکِ» زبان‌های هندواروپایی، ازجمله یونانی باستان، لاتین باستان، و سانسکریت گفته می‌شود.